# Axel Poulsen
Rikard Axel Poulsen (geboren am 1. Dezember 1887 in Kopenhagen; gestorben am 22. August 1972 ebenda) war ein dänischer Bildhauer.

## Leben
Der Sohn des Schreiners Hans Poulsen und Maria Malmberg studierte von 1908 bis 1911 an der Königlichen Kunstakademie in Kopenhagen. Nach seinem Studium weilte er mehrere Jahre in Rom und Florenz und unternahm von dort Studienreisen unter anderem nach Deutschland, Frankreich und Griechenland. In Italien lernte er Elisabeth Bergstrand kennen. Er heiratete die Künstlerin und spätere Schriftstellerin am 12. November 1917. Das Paar hatte zwei Söhne: Ivar (1918) und Hans (1920). Ab 1931 war Poulsen Ratsmitglied der Akademie der Künste.
Kunstwerke von Poulsen wurden unter anderem in den USA und Norwegen ausgestellt. Herausragende Werke sind das zwischen 1926 und 1930 entstandene Genforeningsmonumentet aus Bronze in Fælledparken, Kopenhagen; ein zwischen 1928 und 1934 entstandenes Granitrelief in Erinnerung dänischer Gefallener des Ersten Weltkriegs bei Schloss Marselisborg, Aarhus; ein Freiheitsdenkmal im Rathaus Gentofte (1954); und ein Königsdenkmal im Dom zu Viborg (1965). Poulsen gestaltete im Übrigen vor allem Altäre und Kirchenstatuen.
Nach seinem Tod wurde er im Ordrup Kirkegård beigesetzt.

## Auszeichnungen
1934 wurde er zum Ritter des Dannebrogordens ernannt. 1947 und 1962 wurden ihm die höheren Ordensstufen Dannebrogordenens Hæderstegn und Kommandør af Dannebrog verliehen.
Die Königliche Kunstakademie in Kopenhagen ehrte ihn für seine Arbeiten 1912 und 1913 mit zwei Goldmedaillen, 1914 mit der Eckersbergmedaille und 1963 mit der Thorvaldsen-Medaille.